# Thanh Lam

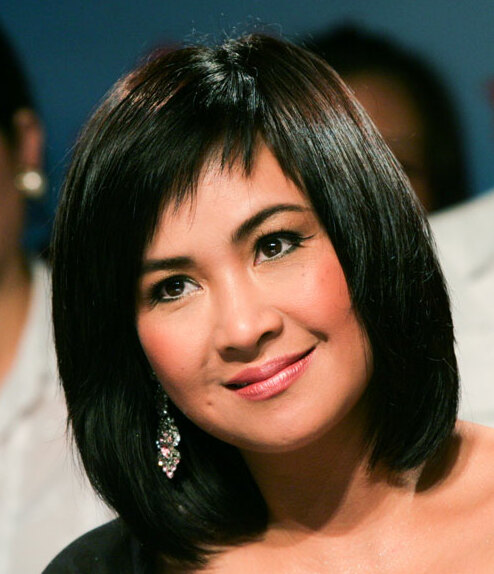
Thanh Lam (2008)

Thanh Lam (Ðoàn Thanh Lam, * 19. Juni 1969 in Hà Nội) ist eine vietnamesische Sängerin, die als eine der Popdiven Vietnams gilt.

## Leben und Wirken
Thanh Lam, Tochter des Komponisten Thuận Yến und der Musikerin Thanh Hương, begann bereits im Alter von neun Jahren am Konservatorium von Hanoi ein Studium der Đàn tỳ bà, einer traditionellen vietnamesischen viersaitigen Laute; 1985 wechselte sie zum Gesang.
Nach mehreren Auszeichnungen bei internationalen Musikfestivals gewann sie 1991 den nationalen Wettbewerb professioneller Sänger in Vietnam mit dem Titel Chia Tay Hoàng Hôn ihres Vaters, der auch später viele ihrer Erfolgstitel komponierte. Daneben sang sie auch Kompositionen von Thanh Tùng, Dương Thụ, Quốc Trung (ihrem Ehemann von 1994 bis 2004) und Lê Minh Sơn. Sie arbeitete mit vietnamesischen Musikern wie Hà Trần, Mỹ Linh, Hồng Nhung, Tùng Dương und Trọng Tấn, daneben auch mit Niels Lan Doky, Le Minh Son und ihrem jüngeren Bruder Trí Minh.
1998 hatte Than Lam ihre erste Liveshow in Vietnam Em va Toi. Sie nahm mehr als dreißig Alben auf und trat 2006 und 2007 mit Niels Lan Doky im Projekt Vong Nguyet beim Roskilde-Festival und weiteren Konzerten auf.

## Diskographie
- Bài Hát Ru Anh (1997)
- Em và Tôi (1998)
- Nơi Mùa Thu Bắt Đầu (1998)
- Lá Thu (1998)
- Ru Đời Đi Nhé (1999)
- Asian Session (mit Nils Lan Doky) (1999)
- Khát V?ng (2000)
- Tu Su (2000)
- Đợi Chờ (2001)
- Mây Trắng Bay Về (2001)
- Haitek Haiku (mit Nils Lan Doky) (2001)
- Tự Sự (2004)
- Thanh Lam - Hà Trần (2004)
- Nắng Lên (2005)
- Ru Mãi Ngàn Nam (2005)
- Em Và Ðêm (2005)
- Này Em Có Nhớ (2005)
- Thanh Lam - Trọng Tấn (2006)
- Giọt Lam (2007)
- Nơi Bình Yên (2009)
- Thanh Lam Acoustic (2009)